# Arina Tanemura
Arina Tanemura (Prefettura di Aichi, 12 marzo 1978) è una fumettista giapponese, autrice di manga. È specializzata in shōjo manga (fumetti per ragazze).
Debutta a soli 18 anni pubblicando Nibane me no koi no katachi (Il mio secondo amore) divenendo poi inarrestabile. Nello stesso anno (1996) pubblica Ame no Gogo wa Romansu no Heroine (Amore nei pomeriggi di pioggia).
Nel 1997 pubblica: Kanshaku dama no yō-tsu (La malinconia dei fuochi d'artificio), Ko No koi wa no fiction (Questo amore non è una fiction) e  I.O.N..
Nel 1998 raccoglie le sue prime 4 opere in un volumetto: Kanshaku dama no yuu-tsu. Ma la sua popolarità aumenta con Kamikaze Kaitou Jeanne (Jeanne la ladra del vento divino), pubblicato nello stesso anno.
Nel 2000 pubblica Time Stranger Kyoko e Gin Yuu Meika. Torna dopo due anni con Full Moon wo sagashite (Full Moon - Canto d'amore).
Successivamente è la volta di Shinshi doumei Cross (The Gentlemen's Alliance Cross - L'accademia dei misteri). Dal 20 luglio al novembre 2011, sulla rivista giapponese Margaret, pubblicò il manga Fudanjuku Monogatari. Dallo stesso mese della conclusione di quest'ultimo, Tanemura è diventata un'autrice freelance, non più affiliata a Shūeisha. Nonostante ciò ha continuato la pubblicazione de La spada incantata di Sakura su Ribon fino al suo termine nel 2012. Dal 2013 al 2015 ha lavorato alla serie Neko to Watashi no Kinyōbi uscita sulla testata Margaret e sempre nel 2013 ha creato 31 Ai Dream, edito su Melody della Hakusensha, il quale è anche il suo primo manga josei.
In Italia per il momento sono disponibili: Jeanne, la ladra del vento divino, Full Moon - Canto d'amore, The Gentlemen's Alliance Cross - L'accademia dei misteri, I.O.N., Squadra speciale Mistress Fortune, La spada incantata di Sakura, Ogni nostro venerdì e Time Stranger Kyoko.
Ha due sorelle e un fratello.

## Opere

### Serie
- I.O.N. (1997)
- Jeanne, la ladra del vento divino (1998-2000)
- Time Stranger Kyoko (2000-2001)
- Full Moon - Canto d'amore (2002-2004)
- The Gentlemen's Alliance Cross - L'accademia dei misteri (2004-2008)
- Squadra speciale Mistress Fortune (2008)
- La spada incantata di Sakura (2008-2012)
- Fudanjuku Monogatari (2011)
- Ogni nostro venerdì (2013-2015)
- Idol Dreams (2013)
- Akuma ni Chic Hack (2016-2017)
- IDOLiSH7 (2017)

### Raccolte
- Kanshaku dama no yōtsu (1998)